# Снайдер, Дэн
Дэниел Джозеф «Дэн» Снайдер (англ. Daniel Joseph "Dan" Snyder; 23 февраля 1978, Элмира, Канада — 5 октября 2003, Атланта, США) — канадский хоккеист, играл в НХЛ в составе клуба «Атланта Трэшерз» на позиции центрального нападающего. В возрасте 25 лет погиб в автокатастрофе, виновником которой стал его партнёр по «Атланте» Дэни Хитли.

## Биография
В 1994 году Снайдер с трудом попал в юниорскую команду его родного города, «Элмира Шугар Кингз». Он был близок к отчислению из-за плохой игры, но вскоре прибавил и был признан новичком года команды. После этого Снайдер перешёл в «Оуэн Саунд Платерз», выступавшую в Хоккейной лиге Онтарио. Снова испытав проблемы вначале, Дэн в итоге провёл за команду 4 сезона, 2 последних в роли капитана. В последнем сезоне незадрафтованный Снайдер набрал 107 очков в 80 матчах, чем привлёк внимание «Атланты Трэшерз». Клуб НХЛ подписал с ним контракт, и следующие 2 сезона Снайдер провёл в составе «Орландо Солар Берз», команды Международной хоккейной лиги. В конце сезона 2000/01 Дэн был вызван в основной состав «Атланты» и провёл за неё первые 2 матча. Летом он присоединился к фарм-клубу АХЛ «Чикаго Вулвз», а концовку следующего сезона снова провёл в НХЛ. В сезоне 2002/03 Снайдер сыграл рекордные для него 36 матчей за «Атланту».
29 сентября 2003 года, за 9 дней до начала нового сезона НХЛ, Снайдер находился на пассажирском сиденье Ferrari 360 Дэни Хитли, его друга и одного из лидеров «Трэшерз». Хитли превысил разрешённую скорость примерно в 2 раза, не справился с управлением, и автомобиль врезался в столб и железный забор, в результате чего разломился надвое. Одной из полученных Снайдером травм стал вдавленный перелом черепа. Через 6 дней, не приходя в сознание, он умер от септического шока. Хитли также получил травмы и пропустил половину сезона. Перед катастрофой он употреблял алкоголь, но его уровень в крови был в пределах нормы. Хитли грозил 15-летний тюремный срок из-за гибели Снайдера, но его наказание ограничилось 3-летним испытательным сроком, 150 выступлениями о вреде превышения скорости и 25000 долларов штрафа.

## Память
Хотя Снайдер не добился выдающихся успехов ни в НХЛ, ни в младших лигах, его ранняя гибель привела к многочисленным случаям увековечения его памяти. В их числе мемориальный фонд, студенческие стипендии его имени, благотворительные аукционы, посвящённая ему песня The Tragically Hip, названный его именем стадион «Элмира Шугар Кингз». ОХЛ переименовала свою награду «Благотворитель года» в «Дэн Снайдер Мемориал Трофи», «Чикаго Вулвз» учредили аналогичную «Премию человек года Дэна Снайдера», «Атланта Трэшерз» учредили «Дэн Снайдер Мемориал Эворд» для самого самоотверженного игрока клуба.

## Статистика
| 1995–96     | Оуэн Саунд Платерз | ОХЛ         | 63 | 8  | 17 | 25 | 78  | 6  | 1 | 2  | 3  | 4  |
| 1996–97     | Оуэн Саунд Платерз | ОХЛ         | 57 | 17 | 29 | 46 | 96  | 4  | 2 | 3  | 5  | 6  |
| 1997–98     | Оуэн Саунд Платерз | ОХЛ         | 46 | 23 | 33 | 56 | 74  | 10 | 2 | 3  | 5  | 16 |
| 1998–99     | Оуэн Саунд Платерз | ОХЛ         | 64 | 27 | 67 | 94 | 110 | 16 | 8 | 5  | 13 | 30 |
| 1999–00     | Орландо Солар Берз | ИХЛ         | 71 | 12 | 13 | 25 | 123 | 6  | 1 | 2  | 3  | 4  |
| 2000–01     | Орландо Солар Берз | ИХЛ         | 78 | 13 | 30 | 43 | 127 | 16 | 7 | 3  | 10 | 20 |
| 2000–01     | Атланта Трэшерз    | НХЛ         | 2  | 0  | 0  | 0  | 0   | —  | — | —  | —  | —  |
| 2001–02     | Чикаго Вулвз       | АХЛ         | 56 | 11 | 24 | 35 | 115 | 22 | 7 | 10 | 17 | 25 |
| 2001–02     | Атланта Трэшерз    | НХЛ         | 11 | 1  | 1  | 2  | 30  | —  | — | —  | —  | —  |
| 2002–03     | Атланта Трэшерз    | НХЛ         | 36 | 10 | 4  | 14 | 34  | —  | — | —  | —  | —  |
| 2002–03     | Чикаго Вулвз       | АХЛ         | 35 | 11 | 12 | 23 | 39  | —  | — | —  | —  | —  |
| Всего в НХЛ | Всего в НХЛ        | Всего в НХЛ | 49 | 11 | 5  | 16 | 64  | —  | — | —  | —  | —  |